# Adriano Cevolotto
Adriano Cevolotto (Treviso, 29 aprile 1958) è un vescovo cattolico italiano, dal 16 luglio 2020 vescovo di Piacenza-Bobbio e abate di San Colombano.

## Biografia
Nasce a Treviso, città capoluogo di provincia e sede vescovile, il 29 aprile 1958. Originario di Roncade, è il secondo dei tre figli di Gino e Carla Brugnaro.

### Formazione e ministero sacerdotale
Dal 1969 studia nel seminario vescovile di Treviso, prima nel seminario minore e poi in quello maggiore.
Il 26 maggio 1984 è ordinato presbitero per la diocesi di Treviso dal vescovo Antonio Mistrorigo.
Dopo l'ordinazione è nominato vicario parrocchiale presso la parrocchia di Santa Maria della Pieve a Castelfranco Veneto. Successivamente viene inviato presso la comunità giovanile del Seminario vescovile come educatore; ricopre l'incarico fino al 1989 e nello stesso anno il nuovo vescovo Paolo Magnani lo nomina suo segretario. Ottiene la licenza in teologia sistematica presso la Facoltà teologica dell'Italia settentrionale e dal 1999 insegna teologia sacramentaria presso lo studio teologico interdiocesano di Treviso-Vittorio Veneto.
Già delegato vescovile per la formazione del clero del primo quinquennio, dal 6 novembre 2000 è rettore del seminario vescovile, succedendo ad Andrea Bruno Mazzocato, eletto vescovo di Adria-Rovigo; ricopre questo ruolo fino al 2005, quando lo stesso Mazzocato, divenuto vescovo di Treviso, lo nomina parroco della parrocchia di Santa Maria della Pieve a Castelfranco Veneto. Nel 2010 monsignor Gianfranco Agostino Gardin gli affida l'incarico di arciprete-abate della parrocchia di San Liberale a Castelfranco Veneto. Nel 2012, dopo l'istituzione della nuova collaborazione pastorale di Castelfranco, assume l'incarico di coordinatore della stessa. Lo stesso anno è nominato anche parroco in solido delle parrocchie di San Sebastiano martire a Villarazzo e di San Benedetto abate a Postumia.
Il 29 giugno 2014 monsignor Gardin lo nomina vicario generale e nell'ottobre 2019 è confermato nell'incarico dal nuovo vescovo Michele Tomasi. Al momento della nomina episcopale era membro del consiglio del vescovo, del consiglio presbiterale, del consiglio diocesano per gli affari economici, del collegio dei consultori, del consiglio pastorale diocesano, della commissione per la formazione permanente del clero e della commissione per il diaconato permanente, presidente del consiglio di amministrazione della Casa del clero di Treviso e canonico effettivo del capitolo della cattedrale. Mentre ricopriva l'incarico di vicario generale presta servizio pastorale come delegato del vescovo per l'amministrazione del sacramento della confermazione e come cooperatore festivo in diverse parrocchie della diocesi.

### Ministero episcopale
Il 16 luglio 2020 papa Francesco lo nomina vescovo di Piacenza-Bobbio e abate di San Colombano; succede a Gianni Ambrosio, dimessosi per raggiunti limiti di età. L'8 settembre emette la professione di fede e pronuncia il suo giuramento di fedeltà alla Sede Apostolica nella cappella della casa del clero di Treviso. Riceve l'ordinazione episcopale il 26 dello stesso mese nel tempio di San Nicolò a Treviso dal vescovo di Treviso Michele Tomasi, co-consacranti Erio Castellucci, arcivescovo metropolita di Modena-Nonantola ed amministratore apostolico di Carpi, e il predecessore Gianni Ambrosio. L'11 ottobre prende possesso canonico della diocesi, nella cattedrale di Piacenza, mentre il 18 ottobre successivo fa il suo ingresso nella basilica dell'abbazia di San Colombano e nella concattedrale di Bobbio.
È il secondo vescovo di Piacenza di origini trevigiane, dopo Giovanni Maria Pellizzari, che resse la diocesi emiliana tra il 1905 e il 1920 e che, come lui, era stato rettore del seminario di Treviso.
Il Consiglio episcopale permanente della Conferenza Episcopale Italiana, riunitosi a Roma dal 27 al 29 settembre 2021, lo nomina membro della Commissione episcopale per la cultura e le comunicazioni sociali. Il 15 gennaio 2024 è eletto vicepresidente della Conferenza episcopale dell'Emilia-Romagna.

## Genealogia episcopale
La genealogia episcopale è:
- Cardinale Scipione Rebiba
- Cardinale Giulio Antonio Santori
- Cardinale Girolamo Bernerio, O.P.
- Arcivescovo Galeazzo Sanvitale
- Cardinale Ludovico Ludovisi
- Cardinale Luigi Caetani
- Cardinale Ulderico Carpegna
- Cardinale Paluzzo Paluzzi Altieri degli Albertoni
- Papa Benedetto XIII
- Papa Benedetto XIV
- Papa Clemente XIII
- Cardinale Marcantonio Colonna
- Cardinale Giacinto Sigismondo Gerdil, B.
- Cardinale Giulio Maria della Somaglia
- Cardinale Carlo Odescalchi, S.I.
- Cardinale Costantino Patrizi Naro
- Cardinale Lucido Maria Parocchi
- Papa Pio X
- Papa Benedetto XV
- Papa Pio XII
- Cardinale Eugène Tisserant
- Papa Paolo VI
- Cardinale Agostino Casaroli
- Arcivescovo Luigi Bressan
- Vescovo Ivo Muser
- Vescovo Michele Tomasi
- Vescovo Adriano Cevolotto

## Araldica
| Stemma | Blasonatura |
| ------ | --- |
|        | Semipartito troncato: nel primo, di rosso, alla colomba in volo con ulivo nel becco, al naturale; nel secondo, d'argento, al gonfalone di san Liberale; nel terzo, d'oro, al simbolo del Sacro Cuore secondo l'autografo del santo Charles de Foucauld, di rosso, e al ramo di palma, di verde, attraversato da un libro aperto al naturale caricato delle lettere minuscole alfa e omega di nero. Il motto Prendi il largo è tratto dal versetto 4 del capitolo 5 del Vangelo di Luca: "Quando ebbe finito di parlare, disse a Simone: «Prendi il largo e calate le reti per la pesca»". |